# Myrmotherula sclateri
Myrmotherula sclateri là một loài chim trong họ Thamnophilidae.